# Luigi Zucchi I
Luigi Zucchi (I) (Roma, ... – Roma, ...; fl. XX secolo) è stato un calciatore italiano, di ruolo Portiere.
== Biografia di ruolo portiere a volte fu impiegato come centrocampista. Gioca la prima volta nella trasferta che la Lazio compie a Perugia nel settembre 1907 per disputare una partita amichevole contro la formazione locale  partita sospesa dopo 20 minuti sullo 0-5 per manifesta inferiorità. Nel 1908 è  nella squadra che vince la prestigiosa Coppa Tosti e la "Coppa Baccelli". 
Dopo la guerra riprende l'attività sportiva solo nell'atletica. Nel maggio 1920,  giunge 2° nel lancio del giavellotto con m 29,95 nelle qualificazioni pre-olimpiche svoltasi a Roma.